# 拉德瓦
拉德瓦（Ladwa），是印度哈里亚纳邦Kurukshetra县的一个城镇。总人口22439（2001年）。

## 人口
该地2001年总人口22439人，其中男性11993人，女性10446人；0—6岁人口2749人，其中男1541人，女1208人；识字率70.85%，其中男性为75.27%，女性为65.79%。